# Satijndwergsalangaan
De satijndwergsalangaan (Collocalia uropygialis) is een kleine soort gierzwaluw. Het is een endemische vogelsoort van de   Santa Cruz-eilanden, Vanuatu, Loyaliteitseilanden en Nieuw-Caledonië in het zuidwestelijk deel van de Grote Oceaan. Voor 2017 werd de vogel beschouwd als een ondersoort van de witbuikdwergsalangaan (C. esculenta). 

## Herkenning
De vogel is 9 tot 10 cm lang. Deze dwergsalangaan is donker van boven en vuilwit van onder, de staart is niet gevorkt maar recht afgesneden. Kenmerkend voor deze soort is de witte vlek op de stuit.

## Verspreiding
Er zijn twee ondersoorten:
- C. u. uropygialis: Santa Cruz-eilanden en Vanuatu.
- C. u. albidior: de Loyaliteitseilanden en Nieuw-Caledonië.